# Oakdale (Luisiana)
Oakdale é uma cidade localizada no estado americano de Luisiana, no Condado de Allen.

## Demografia
Segundo o censo americano de 2000, a sua população era de 8137 habitantes.
Em 2006, foi estimada uma população de 8022, um decréscimo de 115 (-1.4%).

## Geografia
De acordo com o United States Census Bureau tem uma área de
13,2 km², dos quais 13,1 km² cobertos por terra e 0,1 km² cobertos por água. Oakdale localiza-se a aproximadamente 35 m acima do nível do mar.

## Localidades na vizinhança
O diagrama seguinte representa as localidades num raio de 24 km ao redor de Oakdale.